# Yugo escocés

Animación de un yugo escocés

Por  yugo escocés  se entiende un mecanismo que permite transformar un movimiento rectilíneo alternativo (de una guía) en un movimiento de rotación (de una manivela y su árbol).
También puede funcionar al revés cambiando la rotación de un árbol y una manivela en un movimiento alternativo rectilíneo.
Una aplicación típica es en motores de combustión interna y neumáticos o en compresores alternativos.

## Análisis del movimiento
Si el árbol de salida (y entrada) se mueve a velocidad constante el movimiento la guía de entrada (y salida) tiene un movimiento sinusoidal puro.

## Ventajas
Comparándolo con un mecanismo de biela-manivela el mecanismo de yugo escocés tiene algunas ventajas :
- menos piezas móviles;
- un funcionamiento más suave (en el sentido de aceleraciones más pequeñas),
- una velocidad menor en los extremos (PMS Punto Muerto Superior y PMI Punto Muerto Inferior, en la animación extremos derecho e izquierdo) y, por tanto, un tiempo de recorrido más largos cerca de los puntos indicados (en teoría esta característica debería mejorar el rendimiento en los motores con ciclos de combustión a volumen constante).[2],
- en aplicaciones en motores y compresores de pistón puede eliminarse el bulón. Además la fuerza lateral debida al ángulo que forma la biela no existe (pero hay que tener en cuenta  la fuerza de reacción de la guía contra la manivela).

## Desventajas
- Posible desgaste en el ojal colís de la guía y el cojinete correspondiente, por culpa del movimiento alternativo y las altas presiones que complican la lubricación.
- Pérdida de calor en el P.M.S. (Menos velocidad, más tiempo de combustión, mayor facilidad para que el calor de combustión pase a las paredes de la cámara de combustión).[2]

## Aplicaciones
Una aplicación seudoestática (a velocidad muy pequeña) del mecanismo de yugo escocés es en actuadores (servomotores) para válvulas de control (o regulación) de alta presión en oleoductos y gasoductos.
Ha sido aplicado en motores de combustión interna (como los motores Bourke y SyTech). También en motores de vapor y aire caliente.
En motores neumáticos (de aire comprimido) para mover cabrestantes el sistema ha demostrado un funcionamiento satisfactorio desde hace muchos años.
Algunos experimentos documentan que en ciclos de combustión a volumen constante (Otto, Bourke y similares) el mecanismo de yugo escocés no funciona bien por culpa de las pérdidas de calor asociadas a los tiempos más largos en la zona del PMS. Sí que iría bien en motores de inyección estratificada (motores diésel).